# 青云志 (2016年电视剧)
《青雲志》 是2015年11月由欢瑞世纪影视传媒股份有限公司启动的古装仙侠魔幻电视剧，改编自中国大陆作家萧鼎的长篇小说《诛仙》。本剧采用创新的台网播出模式，电视台首播55集，加网络平台腾讯视频特别放送18集。
本剧於2015年11月開拍，由李易峰、赵丽颖、杨紫、成毅、秦俊杰等领衔出演，2016年4月29日全面殺青（共2季）。第一季於2016年7月31日在湖南衛視播出。第二季将于12月8日在腾讯视频VIP上线。台灣OTT由LiTV 線上影視全劇上架。
截止至2016年9月11日，青雲志网络播放量突破100亿，成为2016年暑期档首部网络播放量突破百亿的电视剧。截止至2016年10月16日，青雲志网络播放量突破200亿，成为2016年第一部网络播放量破200亿的电视剧。截止至2016年11月8日收官时，青雲志网络播放量突破230亿，成为首部播出期间网络播放量破230亿的电视剧。

## 播出時間
| 頻道              | 所在地   | 播映日期               | 播出時間 | 備註   |
| ----------------- | -------- | ---------------------- | --- | ------ |
| 芒果TV/腾讯视频   | 中国大陆 | 2016年7月31日          | 会员先网后台，每周一至四晚20:00更新一集 大结局台网联动                                                            | 第一季 |
| 湖南卫视          | 中国大陆 | 2016年7月31日          | 超级独播剧场 每周日 22:00播出，两集连播 9月18日起超级独播剧场并入钻石独播剧场 改為每周日至周二22:00播出，两集连播 | 第一季 |
| 腾讯视频          | 中国大陆 | 2016年12月8日          | 每周四20:00更新3集会员抢先看                                                                                      | 第二季 |
| 安徽卫视/北京卫视 | 中国大陆 | 2017年3月1日           | 周一至周三22:00                                                                                                   | 第二季 |
| 城市电视          | 加拿大   | 2017年3月3日 至5月18日 | 西岸时间星期一至五11:10AM及12:30AM 东岸时间星期一至五2:10PM及3:30AM                                               |        |
| 中視主頻          | 臺灣     | 2017年3月24日          | 週一至週五21:00                                                                                                   | 第一季 |
| 中天綜合台        | 臺灣     | 2017年7月24日          | 週一至週五21:00                                                                                                   | 第一季 |
| 八度空间          | 马来西亚 | 2017年4月7日           | 星期一至五 19:00 - 20:00                                                                                          | 第一季 |
| HUB娱家戏剧台     | 新加坡   | 2018年2月18日          | 星期六、日 19:15 - 21:00 (兩集連播)                                                                               | 第一季 |

## 劇情簡介
张小凡与林惊羽兩少年，经历草廟村全村灭村的惨案后，被青云门收归门下。
张小凡、碧瑤（鬼王之女）、林惊羽、陆雪琪、曾书书等一伙熱血的少年，因正魔兩派糾葛千年的過節，衍生出種種愛恨情仇。张小凡与林惊羽從小就是好朋友，在一次平常不過的打闹之中，遇到有人來抢夺嗜血珠而開始整個故事。
张小凡与林惊羽兩少年從小出生於清雲門下的草廟村，一日兩人在村內玩耍時誤打誤撞進了土地廟，林驚羽被有心人下毒，一位天音閣的高手為他解毒，陰差阳错之下傳授天音功法給張小凡也給了他噬血珠。隔日，张小凡与林惊羽發現村人全被殺害。
張小凡入青雲門之後，因其已身具天音閣功法，因此青雲武功一直無法練就起來，所以青雲門上下的人都瞧不起他，但是他的師姐灵兒(唐艺昕 饰)卻對他十分的好。
一次張小凡下山時，与正去青雲採藥治療鬼王的碧瑤相識。後來灵兒被煉血堂的人抓去，煉血堂堂主知道煉血珠在青雲，因而想利用灵兒想交換嗜血珠。張小凡，林驚羽，陸雪琪，曾書書等人前去營救，終於把靈兒救出來，並且此時碧瑤怀疑張小凡和林惊羽便是當年小時在草廟村救過他的人。
渝都城主，曾書書的外公假裝生病，要求他的兩位孫子曾書書與焚香谷李洵來見他，並且趁此選出接任渝都的下一任城主。
毒神的弟子毒公子在渝都當城主的守衛，一直扮演著忠心耿耿角色，但是卻暗中探查天書的下落。這時陸雪琪，曾書書，張小凡，林驚羽因為七脈會武比勝後，被掌門人派來渝都調查魔教的行蹤，後與毒公子在滴血洞中爭奪天書，幸好天書進了張小凡體內，差點讓獸神復活，渝都老城主因為了封印獸神而變成石頭像，曾書書傷心不已。
另一卷天書因在東海定海庄，故魔教與正教的人都前往定海庄尋找天書下落，在那裡遇到一個疑似啞巴的侍女，後才輾轉得知是關在洞穴裡的定海庄少庄主的情人。侍女幫助林驚羽和張小凡救出碧瑤，也救出了少庄主，才輾轉得知原來侍女就是東海的海族之女，愛慕著少庄主，但苦於不能說出自己的身份乾脆裝作啞巴。為了救少庄主，並為了打敗長生堂玉陽子而犧牲自己的修為，因為不能待在陸地上，只能潛回大海之中，碧瑤拿走了第二卷天書。
張小凡來到狐岐山下，正好鬼王宗命六尾妖狐去焚香谷偷玄火鑒，但中了冰刺，需要玄火鑒的火寒之力治療。
林惊羽被蕭逸才打入了獸神之血成為獸人，被青雲掌門下令廢去修為，田不易將林驚羽送到萬劍一門下重新修練。
玄火鑒被小環撿到，但突然被一白衣女子搶走，並擄走小環，曾書書等人前去營救才知原來白衣女子是六尾妖狐的情人，為了讓六尾妖狐得到火寒之力的治癒，但是六尾妖狐卻因為自己的心魔而遭受到反噬。焚香谷要去搶回玄火鑒而和青雲門弟子起了衝突，並認為青雲門弟子幫助狐妖違反正教行為，白衣女子為了救六尾妖狐而犧牲，最終六尾妖狐為了救出其他人，自己與白衣女子一起被埋在地穴當中。六尾妖狐將玄火鑒給了小凡，小凡給了碧瑤。
正教得知魔教欲去流波山抓夔牛，便派人過去阻止魔教行為。焚香谷在流波山抓了張小凡，欲逼碧瑤交出玄火鑒，後焚香谷弟子李洵中了萬毒門的毒。
夔牛突然现身使得張小凡情急之下運用自己天音閣萬滅心鐘功法鎮壓夔牛，青雲門上下十分驚訝，之後天音閣趁著張小凡鎮壓夔牛耗損修為正修養之時將他帶回天音閣，普空師父向張小凡解釋當年為傳授天音功法給他的就是普空的師父普智大師，之後普智被心中的心魔反噬將草廟村滅村。
鬼王得三大靈獸後，因想搶奪存於青雲的誅仙劍，所以集結長生堂、萬毒門、合歡派三大魔教齊攻打青雲，不料第二日魔軍中的各教派出現內讧，各懷鬼胎，差點被張小凡各個擊破，但最後魔教仍舊大舉入侵青雲門，在青雲門危在旦夕一時，掌門道玄雖身受重傷，但仍然拿出誅仙劍，斬殺妖魔，此一行為也讓道玄入魔，並認為張小凡拿著邪物嗜血珠，會致使世界落入魔教之手，因此欲殺張小凡。
在張小凡就要被道玄杀害之际，碧瑤不顧性命，使了用癡情咒阻擋了誅仙劍的力量，但也香消玉殞，倒在張小凡的懷裡。
張小凡的心中悲痛欲绝，最後青雲門慘勝第一季完。

## 登場人物

### 主要角色
| 演员                | 角色        | 介绍 | 登场集数（騰訊）                   |
| 李易峰 少年：王源   | 张小凡/鬼厉 | 正魔兩難 逆轉命運 草庙村少年，与林惊羽是童年玩伴，后来全村遭到屠杀而拜入青云门大竹峰田不易門下。幼时与师姐田灵儿一起成长，偷偷暗戀師姐田靈兒，見她與齊昊相戀，默默傷痛， 下山后遇到碧瑶，一起經歷多番磨难后爱上碧瑶，而碧瑤為了救小凡，使出痴情咒抵擋誅仙劍的攻擊，小凡悲痛欲绝。 仙魔大戰碧瑤死後，小凡加入鬼王宗，改名鬼厉，人稱血公子，四處尋找能復活碧瑤的方法。 武器為「燒火棍（噬魂棒）」（噬魂棒由噬血珠和攝魂棒以張小凡之血為媒相融而成） （劇中以碧瑤感情線為主。）                                                                               | (一)1-2（少年） (一)全剧 (二)全剧  |
| 趙麗穎 少年：张籽沐 | 碧瑶        | 只為情故 雖死不悔 鬼王宗鬼王及天狐族小痴之女，一身绿衣，配戴傷心花和合歡鈴，痴情无悔，敢愛敢恨。 就算全世界都反對，她也會拋下一切的去愛張小凡，是位可以为爱牺牲的伟大女子。 在仙魔大戰一役用了痴情咒，散盡精血為張小凡擋下道玄誅仙劍的攻擊，導致魂飛魄散。 緊急時刻，合歡鈴扣下了碧瑤的一魄，保她十年來肉身不滅。本可以復活碧瑤的天地冥石和神水也兩者皆毀。 張小凡成功阻止獸神復活後，把天地靈氣盡數聚到碧瑤身上，此時碧瑤滴下一滴淚水來。 （劇中沒有明確說明復活，但於电视剧青云志官方微博腾讯视频有说'鬼厉情深痴守十年 碧瑶落泪终苏醒'，暗示她已复活。） | (一)全剧 (二)1-4,7-12,14-16,18     |
| 杨紫                | 陆雪琪      | 情痴守護 十年思苦 青雲門小竹峰水月大師之弟子，容颜空灵清绝，素衣翩跹，做事守規矩，聽從師父的話，不與魔教往來。 從一開始的高傲冷艷，後因多次受張小凡幫助，漸漸對張小凡生出情愫。先與碧瑤為敵，後來內心對其存感激之心。 持有法寶「天琊劍」。 | (一)2-22,32-55 (二)全剧            |
| 成毅 少年：王俊凯   | 林惊羽      | 不忘初衷 維護正道 草庙村少年，张小凡的竹马之交，一直把他当兄弟，後草廟村被屠村後拜入青雲門龍首峰門下，多次與張小凡出生入死。 曾是龍首峰苍松道人的弟子，受傳法寶「斩龙剑」，後跟祖师祠堂万剑一學習，重修青雲功法，得以發揮斬龍劍之潛在力量，修為更為進境。 與金瓶兒有感情線。 | (一)1-2（少年） (一)全剧, (二)全剧 |
| 秦俊杰              | 曾书书      | 重情重義 保護所愛 青雲門风回峰曾叔常之子，渝都城城主之外孫，老城主石化死後接掌城主。 古灵精怪，逍遥洒脱，多才多藝，但求情义双全，持「轩辕」仗剑江湖，喜研製法寶機關及收集靈獸。 喜欢陆雪琪，多次稱其為「琪琪」、「我家雪琪」、「親親雪琪」，更多次在人前人後對陸雪琪表白被拒絕。 张小凡之好友，张小凡投身魔教後也從不理會正魔之說，是正道中唯一毫不介懷與之稱兄道弟的人。 一直想得到張小凡身邊的三眼靈猴小灰，欲以不同靈獸、法寶甚至春宮圖冊以換之，都被張小凡回絕。                                                                                       | (一)全剧, (二)全剧                 |

### 青云门
| 演员              | 角色 （通天峰） | 介绍 | 登场集数（騰訊）                  |
| 何中华            | 道玄真人        | 天下無敵 誅仙劍陣 青云门第十八代掌门，通天峰首座，十年前欲以誅仙劍誅殺張小凡，最後被碧瑤以癡情咒擋下。 （小說中十年後因耗大量元神操縱誅仙劍，最終被反噬入魔，導致後來田不易的死亡，為原創的大魔派。） | (一) (二)                         |
| 刘学义            | 萧逸才          | 心思鎮密 藏密於心 青云门通天峰道玄真人之大弟子，心思縝密，當年為潛入魔教，挑斷自己的經脈。 被鬼王選中作為獸神之身並喝下獸神之血，每逢月圓之夜必獸性大發。 鬼王宗派出的內奸，實對魔教恨之入骨，多次陷害碧瑤，但卻因為想變得強大而鬼迷心竅。 | (一)1,5,6,10, (二)                |
| 演员              | （龍首峰）      | 介绍 | 登场集数（騰訊）                  |
| 卢星宇            | 苍松道人        | 龙首峰首座，齐昊及林惊羽的師父，執掌青雲門戒律堂，紀律嚴明。 同時是青雲門的內奸，魔教煉血堂的舊部，黑衣刺客，多年來一直想殺害張小凡。 對萬劍一十分尊敬，因此對於道玄逼得萬劍一除籍一事恨之入骨。 在三派會審張小凡當日背叛青雲，殺害落霞峰首座天雲道人並重傷道玄。 之後吞噬七尾蜈蚣成為魔物，死於張小凡及林惊羽之手，死前毀掉能復活碧瑤的天地冥石。                                                                                       | (一) (二)                         |
| 陈泽宇            | 齐昊            | 龙首峰苍松道人门下大弟子，田靈兒之戀人，田靈兒對他一往情深。十年後兩人已成婚。 （小說中在蒼松叛離及仙魔大戰後，成為龍首峰首座。） | (一)                              |
| 成毅 少年：王俊凯 | 林惊羽          | 草庙村少年，草廟村被屠村後拜入青雲門龍首峰苍松道人門下，受傳法寶斩龙剑。 七脈會武的最後四強，得乾坤九儀鼎傳功。 後期跟祖师祠堂神秘老人（万剑一）學習，功力突飛猛進。 詳見#主要角色 | (一)1-2(少年) (一)全剧 (二)全剧   |
| 演员              | （大竹峰）      | 介绍 | 登场集数（騰訊）                  |
| 謝寧              | 田不易          | 大竹峰首座，對外嚴厲，很要面子，一直很在意峰內弟子少又不成器，內裏很坦護關心一眾徒弟。 张小凡的師父，對其相當嚴厲，但又非常疼愛，是個慈祥的嚴父，故看到小凡有獨當一面的實力時深感歡喜。 深謀遠慮，除了天音閣等人外，是第一個將草廟村之事與後來發生的種種事件，透過自己沉著判斷，將事實拼湊起來之人。 十年後帶領一眾正道守護及修復十萬大山結界。 （小說中十年後因被誅仙劍反噬的道玄控制，後授意陸雪琪將其殺害。）                         | (一) (二)                         |
| 杨明娜            | 苏茹            | 大竹峰田不易之妻，田靈兒之母，端莊美麗，外柔內剛，对张小凡相当爱惜。 （小說中，十年後夫君田不易因為被入魔的道玄真人控制後來致死，蘇茹亦跟著殉情。） | (一) (二)                         |
| 唐艺昕 少年：许烁 | 田灵儿          | 大竹峰田不易及苏茹之独女，手持法寶「琥珀朱綾」。 與齊昊相戀，十年後已成婚。张小凡之师姐，為其暗戀對象。 | (一)1-2(少年) (一)                |
| 郑国霖            | 宋大仁          | 大竹峰田不易之大弟子，手執仙劍「十虎」。性格忠厚老實，將張小凡視為親弟弟看待。 小竹峰文敏之未婚夫，十年後兩人已成婚。 | (一) (二)                         |
| 丁一              | 吳大義          | 大竹峰田不易之弟子，張小凡的二師兄。 | (一)                              |
| 季肖冰            | 鄭大禮          | 大竹峰田不易之弟子，張小凡的三師兄。 | (一)                              |
| 姜鎮昊            | 何大智          | 大竹峰田不易之弟子，張小凡的四師兄，喜歡看書，法寶為「江山筆」。 | (一)                              |
| 戴子翔            | 呂大信          | 大竹峰田不易之弟子，張小凡的五師兄。 | (一)                              |
| 李澤              | 杜必書          | 大竹峰田不易之弟子，張小凡的六師兄，性子活潑，凡事皆喜歡與人打賭。 在南方見一千年的三株樹，製作骰子外型的法寶「神木骰」，被師父田不易嫌棄。 被田靈兒介紹給師弟張小凡時說為「逢賭必輸」很好記。 | (一)                              |
| 李易峰 少年：王源 | 张小凡          | 草庙村少年，全村遭到屠杀而拜入青云门大竹峰田不易門下。 田不易、蘇茹除田靈兒外第七個徒弟；眾人的小師弟，大竹峰內通稱老七。 七脈會武的最後四強，得乾坤九儀鼎之助把天音、青雲功法合而為一，功力大進。 年幼时与师姐田灵儿一起成长。下山后遇到碧瑶，一起經歷多番磨难后爱上碧瑶，而碧瑤為了救小凡，使出痴情咒抵擋誅仙劍的攻擊，小凡悲痛欲绝。 仙魔大戰碧瑤死後，小凡加入鬼王宗，改名鬼厉，人稱血公子，四處尋找能復活碧瑤的方法。 詳見#主要角色 | (一)1-2（少年） (一)全剧 (二)全剧 |
| 演员              | （風回峰）      | 介绍 | 登场集数（騰訊）                  |
| 宗峰岩            | 曾叔常          | 风回峰首座，曾書書之父。 | (一)                              |
| 秦俊杰            | 曾书书          | 风回峰曾叔常之獨子，渝都城城主之外孫，城主石化死後接掌城主之位。 古灵精怪，多才多藝，持「轩辕劍」，喜研製法寶機關及收集靈獸。 喜欢陆雪琪，多次稱其為「琪琪」、「我家雪琪」、「親親雪琪」，唯襄王有夢神女無心。 张小凡之好友，欲以春宮圖冊換取張小凡身邊的三眼靈猴小灰，被張小凡回絕。 七脈會武的最後四強，得乾坤九儀鼎傳授青木法咒。 詳見#主要角色                                                                                       | (一)全剧, (二)全剧                |
| 演员              | （小竹峰）      | 介绍 | 登场集数（騰訊）                  |
| 姜鸿              | 水月大师        | 小竹峰首座，門下弟子有文敏及陆雪琪等人。曾暗戀萬劍一。 | (一) (二)                         |
| 馬程程            | 文敏            | 小竹峰水月大師之弟子，陸雪琪的師姐，宋大仁之未婚妻。十年後兩人已成婚。 | (一)                              |
| 杨紫              | 陆雪琪          | 小竹峰水月大師之弟子，文敏的師妹。 七脈會武時已學會「神劍御雷真訣」，同輩中算是最強一人，後進入四強，得「乾坤九儀鼎」傳功。 詳見#主要角色 | (一)全剧 (二)全劇                 |
| 演员              | （朝阳峰）      | 介绍 | 登场集数（騰訊）                  |
| 葛子铭            | 商正梁          | 朝阳峰首座，被萧逸才变成兽人后吸尽修为，打至重伤昏迷。 （小說中，十年前青雲山仙魔大戰一役戰死。） | (一) (二)                         |
| 陸顯霖            | 楚譽宏          | 朝阳峰商正梁的徒弟，在七脈會武中敗於張小凡。 （小說中，商正梁死後繼任朝陽峰首座。） | (一)                              |
| 演员              | （落霞峰）      | 介绍 | 登场集数（騰訊）                  |
| 王斌              | 天雲道人        | 落霞峰首座，在蒼松叛變時殺死。 （小說中，死於十年前青雲山仙魔大戰一役。） | (一)                              |
| 演员              | （祖师祠堂）    | 介绍 | 登场集数（騰訊）                  |
| 黄海冰            | 万剑一          | 青云门祖师祠堂神秘老人，默默守护着「誅仙剑」，後為林驚羽之師父。 百年前曾经暗恋同门师妹苏茹，亦與鬼王宗朱雀聖使幽姬有過一段情，最後被青雲逐出師門。 | (一) (二)                         |

### 天音阁
| 演员   | 角色 | 介绍 | 登场集数（騰訊）      |
| 吴樾   | 普智 | 天音阁四大神僧之一，排行第三。 希望有个弟子可以同时学习天音功法及青云功法而练成长生之术，后来选中了张小凡，是小凡第一個師父。 手持魔教噬血珠打算以佛法鎮壓，被蒼松阻撓並受重傷。 傷後為求臨時保命吃了鬼先生的「三日必死丸」，传授张小凡天音閣不外傳的秘典大梵般若，並把噬血珠交予張小凡。 但是受噬血珠反噬，成了張小凡家鄉草廟村的屠村兇手，帶著重傷回到天音阁向普泓道明真相后最終仍難逃一死。 後來張小凡於天音閣毀去七年前設置心燈所附之心魔，最終得到解脫。 | (一)1,9,              |
| 郭凱敏 | 普泓 | 天音阁四大神僧之一，天音阁掌門，法相的師父。 曾向张小凡行跪拜之礼以感恩他隐瞒当年普智收徒傳功及噬血珠等事。 向小凡说明当年屠村的真相，并用法术镇压住愤怒张小凡之心魔，欲阻止张小凡回到青云门受罚而苦苦相劝。 | (一)49,51             |
| 李晨浩 | 法相 | 天音阁师父的大弟子，持佛門法寶「輪回珠」，在渝都遇见張小凡等人并成为好友，通稱「阿相」。 喜歡錦繡紡的丁玲並與之早有婚約，是對歡喜冤家，仙魔大戰十年後仍未有成婚。 在张小凡面对三派审罚前受掌门普泓师父之命带张小凡回天音阁。 十萬大山一戰亦有在場幫忙。 | (一)11-13,17-19, (二) |
| 刘波   | 普空 | 天音阁四大神僧之一。 在空幽竹林与六尾起争执并且抓住小七，后来预见小凡等人并认出他手中的嗜血珠及当年普智提到的张小凡。 十年后，协助田不易修复遭到鬼王宗等人破坏的十万大山结界。 | (一)23 (二)           |

### 焚香谷
| 演员   | 角色   | 介绍 | 登场集数（騰訊） |
| 杨子骅 | 云易岚 | 焚香谷主，李洵的师傅，在焚香谷和前来夺取天书的鬼厲起冲突。 在十万大山一战中和田不易、普空等人一起修复遭到鬼王宗等人破坏的十万大山结界。                   | (一)41 (二)13-18 |
| 常铖   | 上官策 | 焚香谷长老，法力高强，持有法寶「九寒凝冰剌」，曾用其將前來偷取玄火鑒的六尾重傷。 性格貪婪，沉迷力量，後因被心魔蠱惑而入魔，十万大山一战中死于李洵之手。 |                  |
| 朴铄   | 李洵   | 焚香谷弟子，曾書書的表哥，性格勢利，经常和曾書書、張小凡等人作對。                                                                                      |                  |
| 梁婧娴 | 燕虹   | 焚香谷弟子，云易岚的弟子，性格潑辣，常與李洵找青雲門麻煩。 十万大山一战中受秦无炎控制，最后被李洵救下，为年轻一代杰出的女弟子。                         |                  |

### 鬼王宗
| 演员                | 角色   | 介绍 | 登场集数（騰訊）               |
| 傅程鹏              | 鬼王   | 鬼王宗宗主，小痴丈夫，碧瑶父亲，自稱萬人往。後靠著張小凡擴張實力，最終實現野心，後被張小凡所傷。 | (一)7,9                        |
| 趙麗穎 少年：张籽沐 | 碧瑶   | 鬼王宗鬼王及天狐族小痴之女，一身绿衣，配戴傷心花和合歡鈴。 於河陽結識張小凡，後在碧火天冰湖得知其為草廟村出身。 後在多次與張小凡出生入死，對小凡漸生情愫，後来更是決心与小凡廝守一生。 詳見#主要角色 | (一)全剧 (二)1-4,7-12,14-16,18 |
| 杨旭文              | 青龙   | 魔教鬼王宗四大圣使之首，神秘复出，深得鬼王器重，身怀异宝“乾坤清光戒”，道行高深。 某程度上是雙面人。对外心思缜密、霸气腹黑，狠起来令人不寒而栗，殺人如麻絕不留手。 对内细腻体贴、衷心不二，暖起来又温暖人心，對碧瑤如親人子姪，及至其身邊人亦相當關懷備至。 常常協助鬼王宗行事，和萬毒門秦無炎是多年的好兄弟，最後復活獸神而被林驚羽所破。 | (一)9,10,                      |
| 熊乃瑾              | 幽姬   | 魔教鬼王宗四大圣使之“朱雀”，碧瑶母親小痴之妹，自小看着碧瑶长大，对其非常疼爱。 幽姬看到了碧瑶对爱情的痴迷，就仿佛看到了曾经的自己。 在上一代正魔恩怨之中，她与正道不世出的奇才万剑一有若隐若现的关系。常常協助鬼王宗行事。 | (一)3,16,17,                   |
| 程诚                | 鬼先生 | 鬼王宗神秘人物，鬼醫，一心协助鬼王复活兽神。見識廣博，法力高强，鬼王的得力謀士。 | (一)10,11,18,19                |
| 王婉娟              | 小痴   | 鬼王之妻，碧瑶母亲，天狐一族，為救碧瑤，割肉而亡。 | (一)4,7,                       |

### 萬毒門
| 演员        | 角色        | 介绍 | 登场集数（騰訊）     |
| 王偉華      | 毒神        | 萬毒門掌門，毒蛇谷谷主，行事心狠手辣，老奸巨滑，覬覦幽姬美色。 將弟子當作煉蠱工具，終於遭到秦無炎背叛，於死亡沼泽一战后被秦无炎杀死。 持有法寶「斬相思」，一把短劍，自帶毒素，一旦劃破身體，毒素將伴隨一生，無藥可解。 | (一)15-17 (二)       |
| 郭鑫Frankie | 吸血老妖    | 萬毒門毒神大弟子，曾把碧瑤和張小凡打下山崖，令張小凡差點死去。 | (一)15-17            |
| 刘灿        | 百毒子      | 萬毒門毒神二弟子。在死亡沼泽一战中被鱼怪抓去。 | (一)15-17,19         |
| 茅子俊      | 秦无炎/顏烈 | 深情不露 作繭自縛 萬毒門年輕一輩出色弟子，魔教三公子之毒公子。 起初以顏烈的身份潛入渝都城，作城主之護衛。 先與碧瑤為敵，後暗戀碧瑤。 常常像是帶著面具示人，一直隱藏自己的情緒，與碧瑤相處過後才卸下了自己內心的面具。 持有法寶「控妖笛」，能驅使毒蟲猛獸。 因不善於表達自己的感覺，常用錯方式關心碧瑤，所以常惹碧瑤生氣，但其實深深愛著她。 自稱想知道張小凡和碧瑤的結局，常常旁觀他們的發展，但其實是想知碧瑤在張小凡心中有多重要。 內心不想和毒神同夥，但因身受蠱毒而受控於毒神，後殺害毒神。 以為只有獸神復活才能復活碧瑤，為此在十萬大山一戰中幫助鬼王大戰曾書書、李洵，卻反被推下冥灵峰，生死未卜。 | (一)11-13,15-19 (二) |

### 合歡派
| 演员   | 角色     | 介绍 | 登场集数（騰訊） |
| 焦俊艳 | 金瓶儿   | 滄海茫茫 情義難全 合欢派出色弟子，魔教三公子之妙公子，幾次緊要關頭幫助張小凡等眾人。 多年前曾遭重傷，幸得小環耗損陽壽救其一命，自此把其當作自己妹妹看待，並因此對衞老及周爺爺如同一家人。 在渝都城開設錦繡坊，收留無家可歸女子，授予織布女工技能，在城內落腳謀生。 後被秦無炎陷害離開渝都，協助鬼王宗辦事，但暗中多次放過林驚羽等人。 與林惊羽於渝都認識，互相傾慕，奈何二人皆知正魔勢不兩立，故一直沒有表明愛意。 青云山下，放走林惊羽離開鬼王之手而遭鬼先生捉回並下毒。最後變得心狠手辣。 十年後，冥灵峰頂為阻止獸神復活協助林惊羽，被青龍打至重傷，後被其師父三妙夫人所托之丁玲帶回逍遙澗救治。 持有法寶「紫芒刃」，至陰兇邪之法器，被金瓶兒修煉至「納陰歸淵」的境界，可與自身氣脈融為一體。 | (一)11-15,17,19  |
| 曾黎   | 金铃夫人 | 魔教合欢派的创派掌门，合歡鈴擁有者。 煉血堂黑心老人之戀人，黑心老人復活獸神時，金铃夫人以癡情咒犧牲自己血驅封印獸神，最後與黑心老人葬身於滴血洞中。 | (一)21,22        |

### 煉血堂
| 演员 | 角色     | 介绍 | 登场集数（騰訊） |
| 陈创 | 野狗道人 | 魔教炼血堂弟子，講話粗鄙自稱壞人，但又性格忠誠扶助弱小，喜歡周小环。 煉血堂瓦解後投靠鬼王宗跟随碧瑶，十年后跟随鬼厉。             |                  |
| 張帆 | 年老大   | 炼血堂堂主，在青雲山下顏如玉書店潛伏五年，為求奪回噬血珠。 最後在碧火天冰湖被張小凡、碧瑶、林惊羽合力打敗，被湖底的千年血鯤吞噬。 | (一)3-5          |
| 修庆 | 黑心老人 | 數百年前，魔教炼血堂掌門，噬血珠主人，跟金鈴夫人殉情於滴血洞。                                                                    | (一)21,22        |

### 長生堂
| 演员   | 角色   | 介绍 | 登场集数（騰訊） |
| 钱泳辰 | 玉陽子 | 魔教長生堂堂主，後囚禁東海定海山庄少庄主，佔地為王，成為定海山庄庄主。 狡詐多智，曾對碧瑤設下血蟲。後與蒼松聯手奪走天地冥石，讓碧瑤錯失復活機會。 死亡沼泽一战中被鬼厉吸尽修为，之后再被秦无炎折磨而死。長生堂亦正式瓦解。 |                  |
| 楊牧忱 | 孟驥   | 定海庄的總管，長生堂門人，在死亡沼泽一战中被魔教三公子等人割下头颅而死。 |                  |
| 贾征宇 | 周隱   | 出身於長生堂，有魔教奇珍「離人錐」，擅長暗算，人稱刺客。在突擊青雲一役中，遭到萬劍一的猛攻而退。 | (一)54           |

### 渝都城（空桑山）
| 演员   | 角色       | 介绍 | 登场集数（騰訊） |
| 白雪   | 周小环     | 天真爛漫 路擇何方 周一仙的孙女，张小凡、碧瑤、陸雪琪好友，曾書書之歡喜冤家，喜歡張小凡。 渝都城認識，擁有極高天賦，善於運用天眼為人探未來，可以以陽壽為人續命。 曾以一年陽壽為妙公子金瓶兒續命，與金瓶兒以姐妹相稱。 |                  |
| 趙立新 | 周一仙     | 小环的爷爷，與鬼先生是故交。 |                  |
| 杨光   | 卫琼       | 渝都城的老城主，曾書書、李洵的外公，後因消滅邪神，犧牲石化。 |                  |
| 張維娜 | 丁玲       | 阿相之愛慕對象，與金瓶兒姐妹相稱。後繼金瓶兒之位，成為錦繡坊老闆。 |                  |
| 赵楚仑 | 觀星崖崖主 | 在空桑山附近隱居的一位仙人，救回身受劇毒及重傷的張小凡。 观星崖坠落后，被曾书书安排到渝都落脚。 | (一)16,17 (二)2  |

### 東海定海山庄
| 演员              | 角色   | 介绍                                                                               | 登场集数（騰訊） |
| 张鑫 少年：黃天崎 | 司徒逍 | 原定海山庄的少庄主，被玉陽子陷害而遭到拘禁。愛慕雲舒。                             | (一)26-29        |
| 华娇              | 雲舒   | 海族之女，愛慕司徒逍，在定海山庄裝作啞女成為僕役，後為救司徒逍而用盡修為回到海中。 | (一)25-29        |

### 天狐族（小池鎮）
| 演员     | 角色 | 介绍 | 登场集数（騰訊）         |
| 易烊千玺 | 小七 | 狐岐山外小野狐，素食，喜愛吃米，全家被殺害，自身七尾被斬，被六尾收留，老家在小池鎮。 本與六尾於空幽竹林行醫維生，後回到小池鎮。小池鎮一役後和石頭及其他天狐族人一同生活。                                                            | (一)23,24,37,40-42,43,44 |
| 任嘉伦   | 六尾 | 六尾狐妖，空幽竹林醫仙，九尾狐妖的兒子，三尾妖狐的夫君，小七的大哥，為救母親結果被焚香谷所傷。 最後與三娘一同殉情於黑石洞。 （小說中因受九寒凝冰剌寒毒所傷，從未離開黑石洞。）                                                       | (一)23,24,33,38-41       |
| 汤晶媚   | 三尾 | 六尾的妻子，小池鎮酒館老闆娘，人稱三娘，最終把內丹給了六尾而亡。 | (一)35-41                |
| 佟梦实   | 石头 | 金剛門大力尊者弟子，半人半狐，母親姜靈是天狐族人，尋找母親而到了小池鎮，最後和小七、天狐族人一同生活。 十年之后受曾书书通知前来协助田不易修复遭到鬼王宗等人破坏的十万大山结界。                                                      | (一)36-42 (二)17,18      |
| 舒畅     | 小白 | 九尾天狐，六尾狐的母亲，小痴知己，被焚香谷所困300年。 仙魔大戰十年後，受鬼厲破解封印後，幫助鬼厲阻止獸神復活。 作為二千多歲的天狐，看似很歡喜鬼厲(張小凡)這個小朋友，但對鬼厲稱自己為「伯母」及「碧瑤姨婆」感到惱怒。                | (一)34 (二)14-18         |
| 王泊文   | 駱野 | 人類，馬賊首領，平時配戴面具，並未修道，以凡人之軀與秦無炎狼狽為奸想要把小池鎮居民的靈力吸光。 脫去面具假裝遇險被張小凡他們所救，卻恩將仇報反而利用張小凡，並毒害小池鎮居民。 最後挾持小七獲得玄火鑒，卻不敵玄火鑒龐大靈力自爆身亡。 | (一)36-42                |

## 电视原声带
| 曲序 | 曲目                                           |                | 作曲           | 演唱者         |
| ---- | ---------------------------------------------- | -------------- | -------------- | -------------- |
| 1.   | 《浮诛》（片頭曲）                             | 刘畅           | 长冈成贡，谭璇 | 张杰           |
| 2.   | 《时光笔墨》（片尾曲）                         | 代岳东         | 藤原育郎       | 张碧晨         |
| 3.   | 《英雄有路》（推广曲）                         | 周洁颖         | 谭璇           | 任贤齐         |
| 4.   | 《青云志》（概念曲）                           | 刘畅           | 谭璇           | 吴俊余、李凯馨 |
| 5.   | 《诛仙》（宣傳曲）                             | 刘畅           | 谭璇           | 萧敬腾         |
| 6.   | 《离思》（插曲）                               | 田辰明         | 霍尊           | 霍尊           |
| 7.   | 《如果我们不曾相遇》(張小凡人物主題曲)（插曲） | 五月天阿信     | 五月天阿信     | 五月天         |
| 8.   | 《青衣谣》(碧瑶人物主题曲)（插曲）             | 周洁颖         | 谭璇           | 郁可唯         |
| 9.   | 《你有没有深爱过》(陸雪琪人物主題曲)（插曲）   | 葛大为，吕至杰 | 吕至杰         | 刘若英         |
| 10.  | 《时间裂缝》(鬼厲人物主題曲)（插曲）           | 李易峰、刘思辰 | 陆虎           | 李易峰         |
| 11.  | 《若只如初见》(陆雪琪人物暖心曲)（插曲）       | 代岳东         | 谭璇           | 杨紫           |
| 12.  | 《傷心花》(真愛概念曲)（插曲）                 | 海雷           | 丁培峰         | 简弘亦         |

## 獎項
- 第22届华鼎奖 中国百强电视剧满意度调查：第七名
- 第22届华鼎奖 中國百強電視劇最佳男主角：李易峰《青雲志》

## 制作
2007年，台湾男歌手任贤齐为《诛仙》专门拍摄MV《诛仙恋》、《诛仙我回来》之后，一度引爆“诛仙”热，传出《诛仙》将开拍的消息，但是一波三折，计划都陆续破产。
2013年3月31日，杨幂在新浪微博爆出自己将和明道、唐嫣、刘恺威一同担任《诛仙》的制作人，但是粉丝表示杨幂拍的《诛仙》坚决抵制。
2013年8月18日，《诛仙》原著者萧鼎在重庆书城接受记者采访时表示，制片方邀请他担任该电视剧的编剧，但是他拒绝了，并且不会参与电视剧，他希望由专业人士去打造电视剧。
2014年11月中旬，《古剑奇谭》副导演宣布《诛仙》拍摄正式启动，男女主角可能是李易峰和赵丽穎。
中国社会科学网的文章《电视剧诛仙播出时间 诛仙演员表：杨幂李易峰陈伟霆赵丽颖》爆出，《诛仙》的导演是鞠觉亮、制片人杨幂，参演者包括李易峰、赵丽颖、成毅、秦俊杰。
2015年9月，制作方表示诛仙《诛仙青雲志》总投资将达到2.8亿元人民币，其中光特效制作投入就达5000万元。作为国内为数不多的后期先行的电视剧，该剧的特效、音乐、美术、服装等制作团队已经筹备，其中已进驻的特效团队人员近80人，来自一家韩国公司，目前小说原著粉关注的主人公张小凡的动物伙伴小灰和青云门镇山灵兽“灵尊”水麒麟的建模工作已经完成50%左右。另外，来自日本的著名音乐家藤原育郎以及长冈成贡将负责电视剧《诛仙青雲志》的音乐部分。

## 與原著小說的關係
- 《青云志》第一季55集，第二季18集，共佔原小说內容的一半多一点。
- 第一季是电视台网站同步播，第二季是视频网站独播，另外，欢瑞世纪打算明年年初开拍电影。
- 剧版相较于小说有增有减。
  - 剧版较小说增加了很多打怪的地图，如碧火天冰湖、定海山莊等：
  - 支线故事地圖亦有所增加，如：草廟村山洞、顏如玉書店、渝都城、錦繡坊、山海苑、觀星崖等；
  - 剧版将原来小说中的一些坑位做了填充；
  - 剧版為了增加了使整体的节奏感更加强烈增加了一些情节桥段。包括我们这次的打斗戏，也是一种硬派武侠的打法。
  - 另外，欢瑞世纪希望整个剧情和人物的格局能更加放大，不只是单纯的儿女情长。
  - 於情感上，剧版倾向凡瑤戀。但也删除了部分原著里小凡跟碧瑤之間的感人戏份，引起了凡瑶粉丝的不满，认为剧组没有把原著里小凡跟碧瑤之間的感人爱情完美呈现出来。

## 收视率

### 第二季
| 中国大陆 北京卫视／安徽衛視 首播收视率 （CSM52） |               |          |          |          |          |          |          |      |
| 集數                                             | 播出日期      | 北京卫视 | 北京卫视 | 北京卫视 | 安徽衛視 | 安徽衛視 | 安徽衛視 | 備註 |
| 集數                                             | 播出日期      | 收視率   | 收視份額 | 排名     | 收視率   | 收視份額 | 排名     | 備註 |
| 1-2                                              | 2017年3月1日  | 0.192    | 1.058    | 26       | 未上榜   | 未上榜   | 未上榜   |      |
| 3-4                                              | 2017年3月6日  | 0.176    | 1.076    | 30       | 0.394    | 2.253    | 16       |      |
| 5-6                                              | 2017年3月7日  | 0.267    | 1.546    | 25       | 0.2      | 1.123    | 30       |      |
| 7-8                                              | 2017年3月8日  | 0.26     | 1.751    | 26       | 0.303    | 2.012    | 21       |      |
| 9-10                                             | 2017年3月13日 | 0.255    | 1.683    | 25       | 0.254    | 1.47     | 26       |      |
| 11-12                                            | 2017年3月14日 | 0.34     | 1.971    | 18       | 未上榜   | 未上榜   | 未上榜   |      |
| 13-14                                            | 2017年3月15日 | 0.353    | 2.078    | 16       | 0.24     | 1.341    | 24       |      |
| 15-16                                            | 2017年3月20日 | 0.272    | 1.631    | 22       | 0.316    | 1.722    | 19       |      |
| 17-18                                            | 2017年3月21日 | 0.323    | 1.989    | 20       | 0.238    | 1.302    | 25       |      |
| 19-20                                            | 2017年3月22日 | 0.35     | 2.109    | 16       | 0.325    | 1.803    | 18       |      |
| 21-22                                            | 2017年3月27日 | 0.263    | 1.646    | 26       | 0.267    | 1.493    | 25       |      |
| 23-24                                            | 2017年3月28日 | 0.324    | 1.926    | 21       | 0.226    | 1.229    | 27       |      |
| 平均收視                                         | 平均收視      | 0.28     | 1.7      | 不適用   | 0.252    | 1.42     | 不適用   |      |

1. 同时段或交叉时段主要节目：
  - 湖南：《那片星空那片海》／《不一樣的美男子2》
  - 东方：《射鵰英雄傳》
2. 数据由广视索福瑞提供，调查范围为四岁以上之观众。
3. 以上收视排名包括央视在内。
4. 资料来源：卫视这些事儿 、数据狮

## 宣傳活動
| 播出時間      | 活動                   | 出席演員                           |
| ------------- | ---------------------- | ---------------------------------- |
| 2016年8月27日 | 湖南卫视《快乐大本营》 | 李易峰、秦俊杰、成毅、杨紫、唐艺昕 |

## 外部連結
- 青云志的新浪微博（简体中文）
- 诛仙青云志 Legend of Chusen的Facebook專頁（简体中文）
- 豆瓣电影上《青云志 (2016)》的資料 （简体中文）
- 豆瓣读书上《诛仙1》的資料 （简体中文）
- 豆瓣读书上《诛仙2》的資料 （简体中文）
- 豆瓣读书上《诛仙3》的資料 （简体中文）
- 豆瓣读书上《诛仙4》的資料 （简体中文）
- 豆瓣读书上《诛仙5》的資料 （简体中文）
- 豆瓣读书上《诛仙6》的資料 （简体中文）
- 豆瓣读书上《诛仙7》的資料 （简体中文）
- 豆瓣读书上《诛仙8（大结局）》的資料 （简体中文）
- 豆瓣读书上《誅仙1》的資料 （简体中文）
- 豆瓣读书上《誅仙2》的資料 （简体中文）
- 豆瓣读书上《誅仙3》的資料 （简体中文）
- 豆瓣读书上《誅仙4》的資料 （简体中文）
- 豆瓣读书上《誅仙5》的資料 （简体中文）
- 豆瓣读书上《誅仙6》的資料 （简体中文）
- 豆瓣读书上《誅仙7》的資料 （简体中文）
- 豆瓣读书上《誅仙8》的資料 （简体中文）
- 豆瓣读书上《誅仙9》的資料 （简体中文）
- 豆瓣读书上《誅仙10》的資料 （简体中文）
- 豆瓣读书上《誅仙11》的資料 （简体中文）
- 豆瓣读书上《誅仙12》的資料 （简体中文）
- 豆瓣读书上《誅仙13》的資料 （简体中文）
- 豆瓣读书上《誅仙14》的資料 （简体中文）
- 豆瓣读书上《誅仙15》的資料 （简体中文）
- 豆瓣读书上《誅仙16》的資料 （简体中文）
- 豆瓣读书上《誅仙17》的資料 （简体中文）
- 豆瓣读书上《誅仙18》的資料 （简体中文）
- 豆瓣读书上《誅仙19》的資料 （简体中文）
- 豆瓣读书上《誅仙20》的資料 （简体中文）
- 豆瓣读书上《誅仙21》的資料 （简体中文）
- 豆瓣读书上《誅仙22》的資料 （简体中文）
- 豆瓣读书上《誅仙23》的資料 （简体中文）
- 豆瓣读书上《誅仙24》的資料 （简体中文）
- 豆瓣读书上《誅仙25》的資料 （简体中文）
- 豆瓣读书上《誅仙26（完）》的資料 （简体中文）

## 電視節目的變遷
| 中国大陆 北京卫视 新剧场                  | 中国大陆 北京卫视 新剧场                  | 中国大陆 北京卫视 新剧场                  |
| ----------------------------------------- | ----------------------------------------- | ----------------------------------------- |
|                                           | 云志II （2017年3月1日－2017年3月28日）    |                                           |
| 活色生香 （2017年1月23日—2017年2月28日）  | 大唐荣耀II （2017年4月3日－2017年5月3日） |                                           |
| 中国大陆 安徽卫视 周播剧场                |                                           |                                           |
| 彩虹月亮 （2017年1月30日－2017年2月28日） | 云志II （2017年3月1日－2017年3月28日）    | 大唐荣耀II （2017年4月3日－2017年5月3日） |

| 马来西亚 八度空間 星期一至五 19:00 - 20:00             | 马来西亚 八度空間 星期一至五 19:00 - 20:00 | 马来西亚 八度空間 星期一至五 19:00 - 20:00  |
| ------------------------------------------------------ | ------------------------------------------ | ------------------------------------------- |
|                                                        | 青雲志 （2017年4月7日 - 2017年6月22日）    |                                             |
| 潮拜武當 （2017年3月10日 - 2017年4月20日）             | 鬼同你OT （2017年6月23日 - 2017年8月1日）  |                                             |
| (重播) 星期三至四 00:00-02:00                          |                                            |                                             |
| 山海经之赤影传说(重播） （2018年2月7日-2018年4月24日） | 青云志 （2018年5月2日－2018年8月2日）      | 择天记(重播） (2018年8月2日-2018年11月1日） |

| 臺灣 中視主頻 每週一至週五 21:00 - 22:00        | 臺灣 中視主頻 每週一至週五 21:00 - 22:00               | 臺灣 中視主頻 每週一至週五 21:00 - 22:00 |
| ----------------------------------------------- | ------------------------------------------------------ | ---------------------------------------- |
|                                                 | （2017年3月24日－2017年6月8日）                        |                                          |
| 秀麗江山長歌行 （2017年1月10日－2017年3月23日） | 一把青（20:00 - 22:00） （2017年6月9日－2017年7月4日） |                                          |

| 臺灣 中天綜合台 每週一至週五 21:00 - 22:00 | 臺灣 中天綜合台 每週一至週五 21:00 - 22:00                                        | 臺灣 中天綜合台 每週一至週五 21:00 - 22:00 |
| ------------------------------------------ | --------------------------------------------------------------------------------- | ------------------------------------------ |
|                                            | （2017年7月24日－2017年10月6日）                                                  |                                            |
| 老九門（重播）                             | 天天樂財神 (重播) (2017年10月9日 - 2017年10月20日) 金牌大健諜 (2017年10月23日 - ) |                                            |

| 新加坡 HUB娱家戏剧台 星期六、日 19:15 - 21:00（兩集播出） · 2018年5月26日只播1集 (19:15-20:05) | 新加坡 HUB娱家戏剧台 星期六、日 19:15 - 21:00（兩集播出） · 2018年5月26日只播1集 (19:15-20:05) | 新加坡 HUB娱家戏剧台 星期六、日 19:15 - 21:00（兩集播出） · 2018年5月26日只播1集 (19:15-20:05) |
| ---------------------------------------------------------------------------------------------- | ---------------------------------------------------------------------------------------------- | ---------------------------------------------------------------------------------------------- |
|                                                                                                | 青雲志 (2018年2月18日-5月26日)                                                                 |                                                                                                |
| 秦时丽人明月心 （2017年11月26日－2018年2月17日）                                               | 飛刀又見飛刀 (2018年5月26日-2018年8月5日                                                       |                                                                                                |

}}